# NGC 2772
NGC 2772 ist eine Spiralgalaxie mit ausgedehnten Sternentstehungsgebieten vom Hubble-Typ Sb im Sternbild Schiffskompass am Südsternhimmel. Sie ist schätzungsweise 217 Mio. Lichtjahre von der Milchstraße entfernt und hat einen Durchmesser von etwa 115.000 Lichtjahren. Gemeinsam mit PGC 25653 bildet sie ein interaktives Galaxienpaar.
Das Objekt wurde am 23. Januar 1835 von dem britischen Astronomen John Herschel entdeckt.